# Лазаревичи (Могилёвская область)
Ла́заревичи (бел. Лазаравічы) — деревня в составе Новобыховского сельсовета Быховского района Могилёвской области Беларуси.

## История
Известна с 1596 года в Оршанском повете Витебского воеводства Великого княжества Литовского. В середине XVIII века 36 дворов, 119 жителей мужского пола, имелась корчма.
После 1-го раздела Речи Посполитой (1772 год) в составе Российской империи. В 1777 году графиня Александра Огинская была заставным (закладным) владельцем деревни Лазаревичи (180 крестьян, 3 еврея), которая принадлежала князю Александру Казимировичу Сапеге. В 1780 году 62 двора, 384 жителя, в Быховском уезде, Могилевской губернии.
В августе 1861 года крестьяне отказались от исполнения повинности и оказали сопротивление полиции. В 1880 году 87 дворов, 526 жителей, имелся заездный двор. Часть крестьян занималась портняжным промыслом.
В 1897 году 120 дворов, 880 жителей, в Новобыховской волости Быховского уезда Могилевской губернии. Работали хлебозапасный магазин, школа грамоты, питейный дом.
В начале 1918 года во время выступления польского корпуса Довбор-Мусницкого против Советской власти местные и жители соседних деревень организовали партизанский отряд, который насчитывал до 500 человек. С февраля по ноябрь 1918 года оккупирована немецкими войсками.
С 17 июля 1924 года в Быховском районе. Имелась школа по ликвидации безграмотности среди взрослых. В 1926 году 182 двора, 983 жителя, организована артель по производству извести, работала 4-х летняя школа (в 1928 году 81 ученик). В ходе программы коллективизации сельского хозяйства в 1930-х годах жители объединялись в колхоз.
Во время Второй мировой войны под немецкой оккупацией с июля 1941 года до 24 февраля 1944 года. На фронтах и в партизанской борьбе погибли 100 земляков.
В 1953 деревня радиофицирована. В 1976 году присоединен поселок Приволыжье. В 1982 году 135 хозяйств, 335 жителей, в составе колхоза имени С. М. Кирова (с 2003 года СВК «Новобыховский»).

## Население
- 1777 год — 180 крестьян, 3 еврея (мужского пола)
- 1780 год — 364 жителя
- 1880 год — 526 жителей
- 1897 год — 880 жителей
- 1926 год — 983 жителя
- 1982 год — 335 жителей
- 2007 год — 150 жителей
- 2009 год — 97 жителей
- 2019 год — 46 человек[4]